# Cratyna longicercus
Cratyna longicercus är en tvåvingeart som beskrevs av Werner Mohrig och Boris Mamaev 1982. Cratyna longicercus ingår i släktet Cratyna och familjen sorgmyggor. Inga underarter finns listade i Catalogue of Life.